# Ramona Balthasar
Pour les articles homonymes, voir Balthasar.
Ramona Balthasar-Franz, née le 9 janvier 1964 à Forst (République démocratique allemande), est une ancienne rameuse est-allemande. Elle est médaillée d'or aux Jeux de 1988.

## Carrière
Ramona Balthasar remporte l'or en huit lors des Jeux olympiques d'été de 1988 puis le bronze sur la même distance aux Jeux de 1992.

## Palmarès

### Jeux olympiques
- Jeux olympiques d'été de 1988 à Séoul ( Corée du Sud) :
  -  médaille d'or en huit

### Championnats du monde
- Championnats du monde 1990 en Tasmanie ( Australie) :
  -  médaille de bronze en huit
- Championnats du monde 1989 à Bled ( Slovénie) :
  -  médaille d'argent en huit
- Championnats du monde 1985 à Hazewinkel ( Belgique) :
  -  médaille d'or en quatre de couple

### Universiade
- Universiade d'été de 1987 à Zagreb ( Yougoslavie) :
  -  médaille de bronze en quatre de couple